# OSAKA光のルネサンス

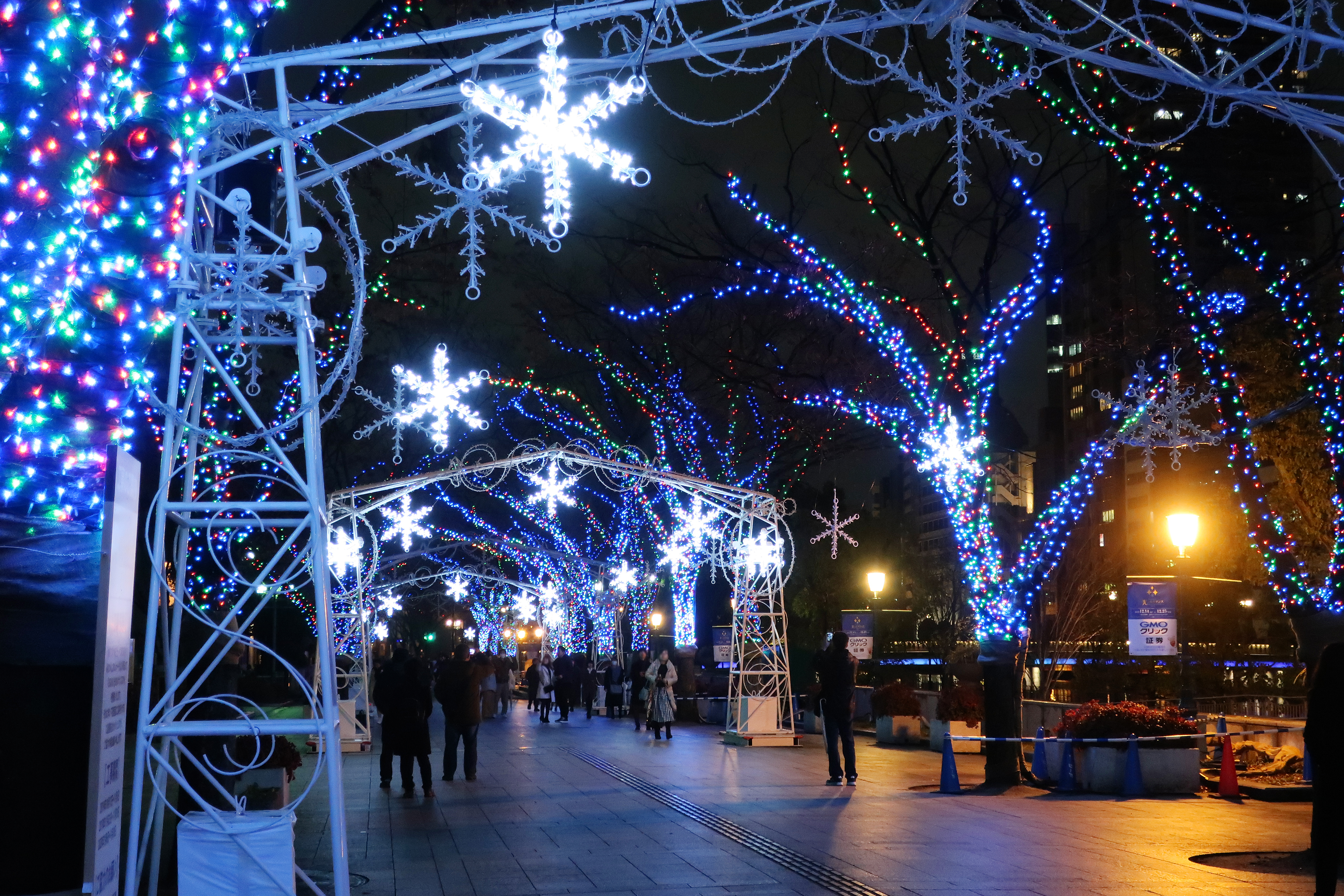
みおつくしプロムナード

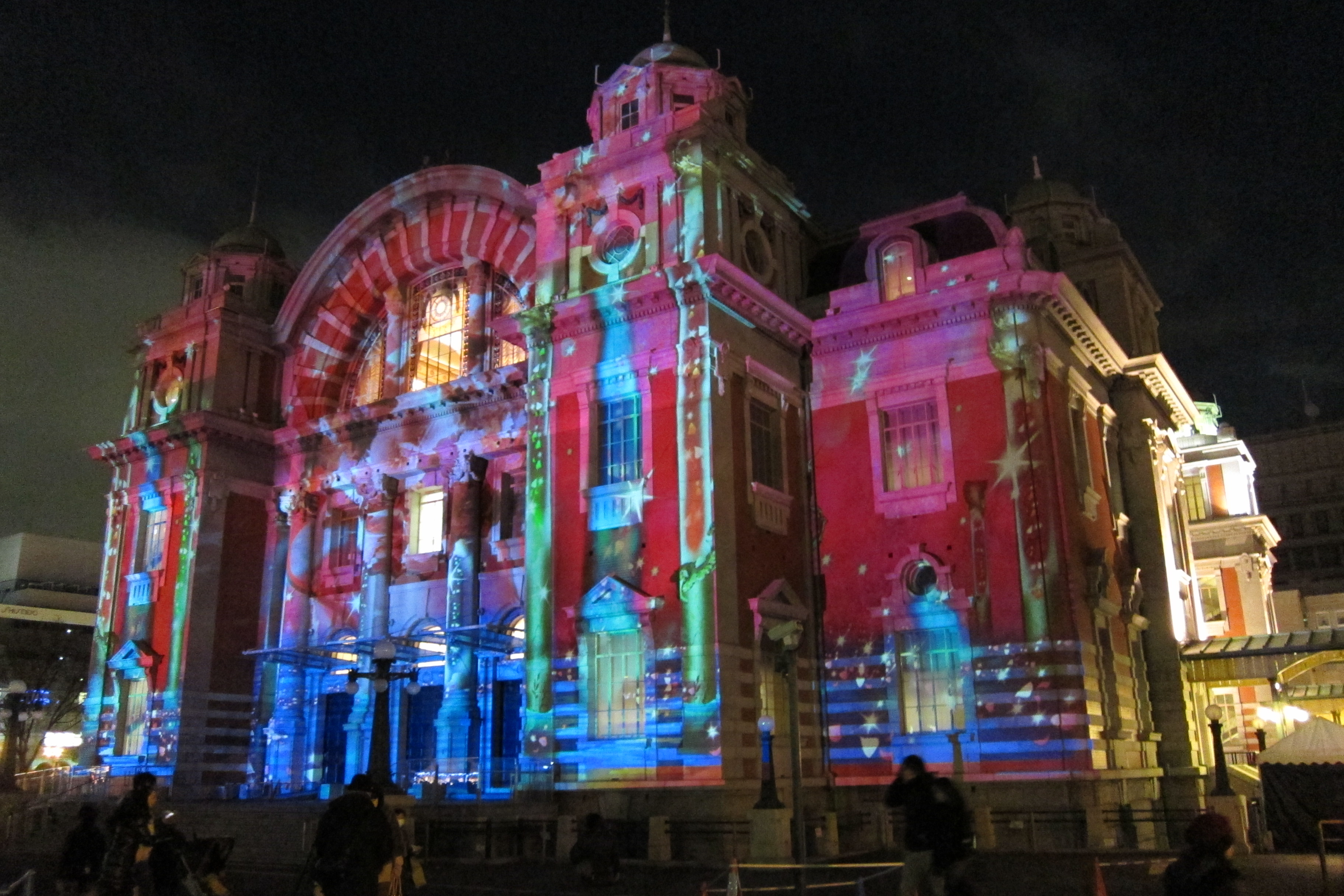
中央公会堂のライトアップ

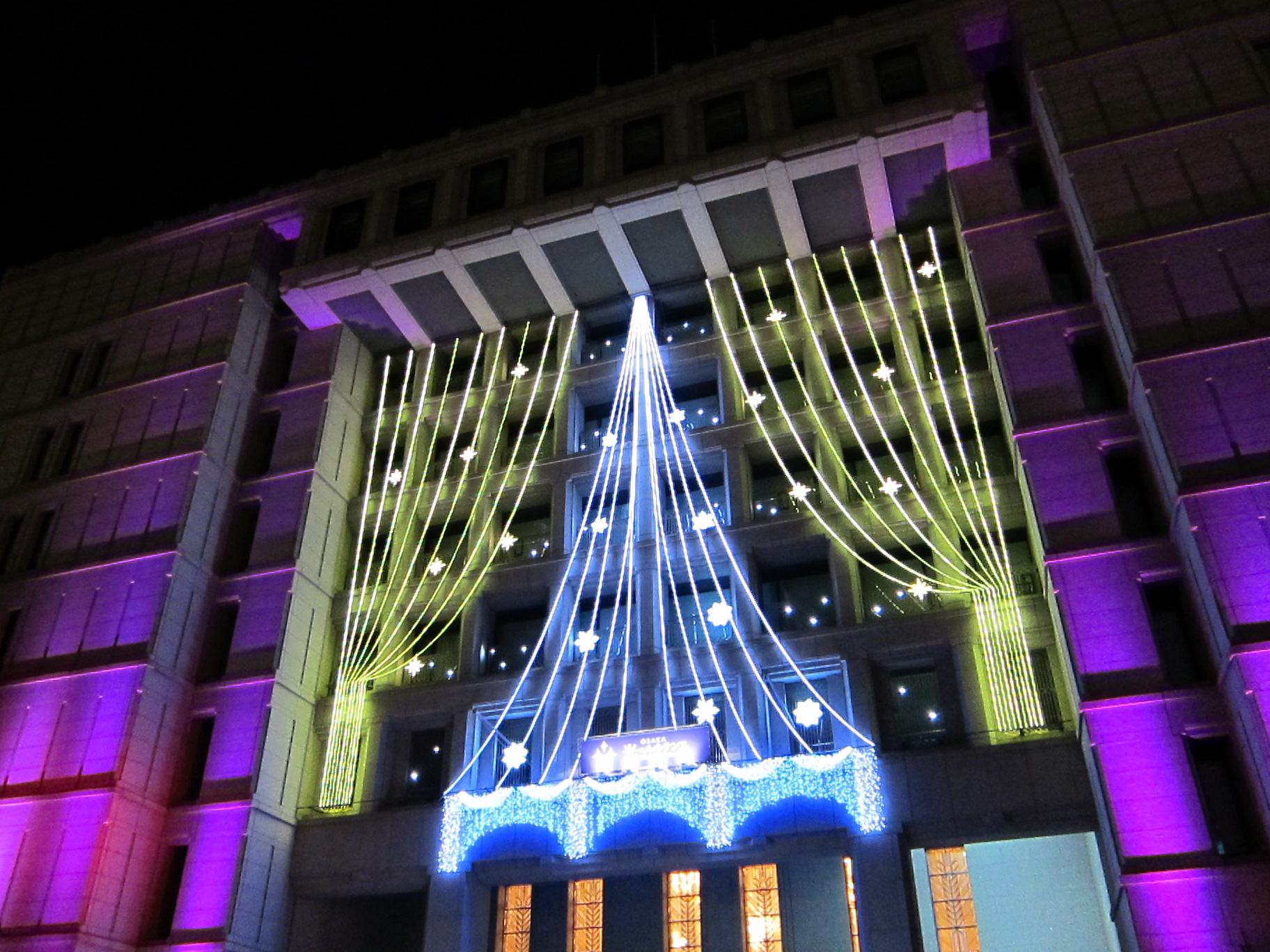
市役所のライトアップ

OSAKA光のルネサンス（おおさか ひかりのルネサンス）は、毎年12月に大阪市北区中之島の大阪市役所前〜中之島公園で開催されるOSAKA光のルネサンス実行委員会主催のイルミネーションイベント。御堂筋イルミネーションと共に、2013年にスタートした大阪市中心部における光プログラム「大阪・光の饗宴」（おおさか ひかりのきょうえん）のコアプログラムとなっている。
大阪市役所南側のみおつくしプロムナードにイルミネーション装飾を施し、大阪市中央公会堂や市役所や中之島バラ園のライトアップなども含め複合的に観光客や市民が楽しむことができる。2003年の初開催から年々規模が拡大するに伴い来場者も増えており、2017年度開催は約273万人もの来場者があり、大阪冬の風物詩として府の内外から多くの人が来場する。